# 亚历克西丝·史密斯
亚历克西丝·史密斯（1921年6月8日—1993年6月9日），女，美国演员。曾获得托尼奖最佳音乐剧女主角。

## 死亡

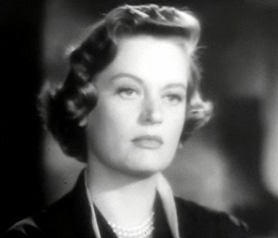

亚历克西斯·史密斯 （Alexis Smith） 于 1993 年 6 月 9 日在洛杉矶死于脑癌，就在她 72 岁生日的第二天。她没有孩子;她唯一的幸存者是她 49 年的丈夫、演员克雷格·史蒂文斯 （Craig Stevens）。史密斯的最后一部电影《纯真年代》（1993 年）在她去世后不久上映。她的遗体被火化，骨灰撒在太平洋上。